# Třída Geněral Kondratěnko
Třída Geněral Kondratěnko (jinak též třída Ochotnik) byla třída torpédoborců ruského carského námořnictva. Jednalo se o zvětšenou verzi třídy Ukraina. Celkem byly postaveny čtyři jednotky této třídy. Všechny byly zařazeny do Baltského loďstva. Zatímco jeden se potopil za první světové války, zbývající sloužily ještě v sovětském námořnictvu.

## Stavba
Celkem byly postaveny čtyři jednotky této třídy. Navrhla je německá loděnice AG Vulcan Stettin. Stavbu provedly v letech 1905–1906 loděnice Crichton-Vulcan v Turku a Sandvikens Skeppsdocka v Helsinkáchu.
Jednotky třídy Geněral Kondratěnko:
| Jméno               | Loděnice        | Založený kýlu | Spuštěna | Vstup do služby | Status                                                   |
| ------------------- | --------------- | ------------- | -------- | --------------- | -------------------------------------------------------- |
| Geněral Kondratěnko | Sandvikens      | 1905          | 1906     | 1906            | Vyřazen 1922.                                            |
| Ochotnik            | Crichton-Vulcan | 1905          | 1906     | 1906            | Dne 26. září 1917 byl v Irbenském průlivu potopen minou. |
| Pograničnik         | Crichton-Vulcan | 1905          | 1906     | 1906            | Vyřazen 1925.                                            |
| Sibirskij Strelok   | Sandvikens      | 1905          | 1906     | 1906            | Od roku 1926 Konstruktor. Vyřazen 1957.                  |

## Konstrukce

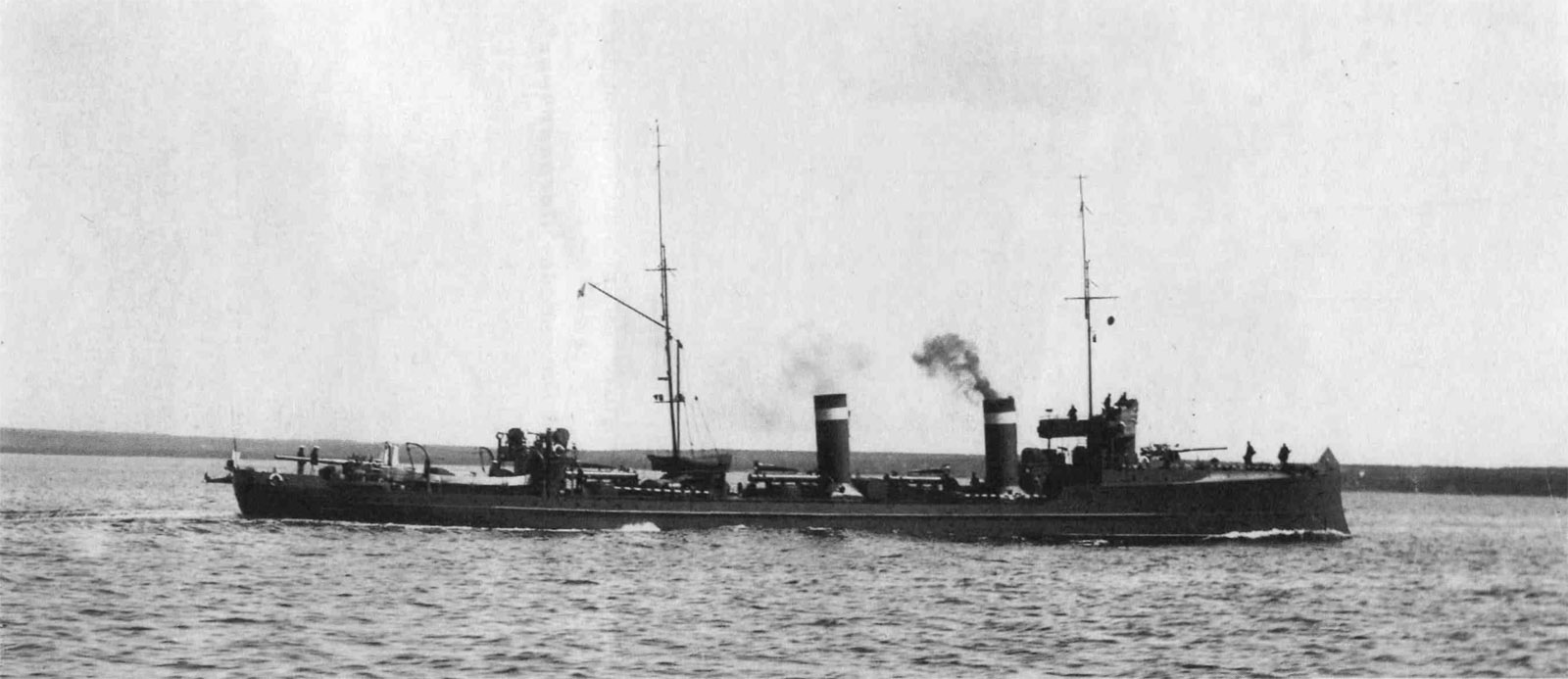
Ochotnik

Torpédoborce nesly dva 75mm kanóny, šest 57mm kanónů a tři 457mm torpédomety. Pohonný systém tvořily čtyři kotle Normand a dva parní stroje o výkonu 7300 hp, pohánějících dva lodní šrouby. Nejvyšší rychlost dosahovala 25,5 uzlu. Dosah byl 2200 námořních mil při rychlosti 12 uzlů.

### Modifikace
Před první světovou válkou byly 75mm kanóny nahrazeny dvěma 102mm kanóny, přičemž za války byl přidán ještě třetí 102mm kanón. Dále byla plavidla vybavena pro nesení až 40 min a sloužila jako minonosky.